# Something Else by the Kinks
Something Else by the Kinks è il quinto album in studio nel Regno Unito del gruppo rock inglese The Kinks, pubblicato nel settembre 1967.

## Storia
Molte delle registrazioni sono caratterizzate dalle tastiere del session man Nicky Hopkins e dall'utilizzo, come seconda voce, della moglie di Ray Davies, Rasa.
L'album è caratterizzato da una spiccata attitudine british, espressa negli innumerevoli riferimenti ai luoghi e alle tradizioni anglosassoni, con brani molto melodici dagli arrangiamenti misurati e testi spesso sarcastici.
L'opera è l'ultimo album dei Kinks a essere prodotto da Shel Talmy, il loro storico produttore fino ad allora, che qui divide il suo ruolo con il principale compositore e cantante Ray Davies. 
L'album inaugura definitivamente, anche se le prime avvisaglie erano già presenti nel precedente Face to Face, la seconda fase stilistica del gruppo che creerà veri e propri bozzetti ironici messi in musica, incentrati sulla quotidianità britannica e non solo. Inoltre, sono rintracciabili nei brani del disco, alcuni vaghi accenni alla psichedelia che sconvolgeva il mondo del rock nel 1967.

### Registrazione
Ad eccezione di End of the Season, le tracce sul disco furono registrate tra l'autunno 1966 e l'estate del 1967, quando i Kinks erano tornati dal tour ed avevano iniziato a provare il materiale che sarebbe poi confluito nel progetto "village green". La canzone Village Green venne anch'essa registrata nel novembre 1966 durante le sessioni per l'album, ma venne pubblicata solo in Francia sull'EP Mister Pleasant nel 1967, e non apparve in nessun album dei Kinks fino a The Kinks Are the Village Green Preservation Society del 1968.

## Brani
David Watts che dà inizio all'album è un brano che sottintende un'ironica presa in giro dell'invidia adolescenziale (con riferimenti ad un personaggio realmente esistente, tale David Watts, appunto, omosessuale che avrebbe tentato di circuire Dave Davies) mentre la successiva e celeberrima Death of a Clown (resa nota in Italia all'epoca dalla cover dei Nomadi), firmata dallo stesso Dave in collaborazione con Ray, narra la fine di un amore attraverso la metafora del pagliaccio triste che muore in solitudine. Two Sisters è una ballata sulla vita completamente diversa di due sorelle (evidente metafora degli stessi fratelli Davies, diversissimi tra loro, Ray, sposato con figli ed estremamente maturo e responsabile, mentre invece, Dave, scapolo e dedito alla bella vita). La successiva No Return è una classica canzone d'amore malinconica, mentre la briosa Harry Rag, caratterizzata da un andamento stile marcetta da music hall, è un'ode ai piaceri del tabacco (il titolo della traccia è un termine slang anglosassone che indica la "sigaretta"). Tin Soldier Man è un brano pop fiatistico che mette in satira la vita militare. L'orecchiabile Situation Vacant è un'agrodolce parodia della vita coniugale di una giovane coppia oppressa da una suocera invadente, che alla fine sarà la causa dell'inevitabile separazione dei due; mentre la gioiosa (ma sottilmente cinica) Love Me Till the Sun Shines, altra canzone composta da Dave Davies, è un brano rock energico che mostra qualche traccia di psichedelia. Ma il vero brano che maggiormente risente dell'influenza di tale stile "drogato" è la sonnolenta e sognante Lazy Old Sun con la sua melodia irregolare e la lunga coda strumentale, mentre Afternoon Tea è la celebrazione dell'inglesissimo rito del tè alle cinque. Funny Face è la seconda canzone firmata unicamente da Dave Davies, cantata in falsetto, alterna strofe sincopate a un ritornello quasi rabbioso. End of the Season, malinconica celebrazione dell'estate e del passare delle stagioni, anticipa il capolavoro dell'album, la notissima Waterloo Sunset, vero e proprio brano emblema della città di Londra, del nuovo corso stilistico dei Kinks, e canzone fra le più acclamate di tutti i tempi. Il testo del brano narra la storia di due innamorati che riescono ad essere felici anche in mezzo allo squallore.

## Accoglienza
Alla sua uscita l'album andò abbastanza male in Gran Bretagna (35º posto in classifica), forse a causa della maldestra operazione commerciale messa in atto dalla Pye Records che pubblicò anticipatamente su singolo sia Waterloo Sunset che Death of a Clown (i due brani di maggior successo) ed altre canzoni dell'album molto tempo prima della pubblicazione del disco stesso. Something Else non ebbe riscontri positivi nemmeno negli Stati Uniti dove si fermò alla posizione numero 153 della classifica di Billboard. Pubblicato nel gennaio 1968, il disco risentì del divieto imposto al gruppo due anni prima di esibirsi dal vivo e di apparire in trasmissioni televisive in America, circostanza che impedì una promozione efficace dell'album.
Nella sua recensione del marzo '68 apparsa su Rolling Stone, James Pomeroy scrisse tuttavia che si trattava del miglior album dei Kinks fino ad allora, lodando in particolare "lo humor, il cinismo, la sensibilità e l'ironia" riscontrate nei testi dei brani. Stephen Thomas Erlewine di AllMusic, in una recensione retrospettiva dell'album, asserì come "lo stile nostalgico e sentimentale delle composizioni fosse la chiave del disco", e che "gran parte della potenza dell'album risiede nella musica tranquilla e dolce in esso contenuta, in grado di fornire un elegante supporto alla rappresentazione delle storie e dei personaggi ideati da Ray Davies".

## Tracce
- Tutte le canzoni sono di Ray Davies, tranne dove altrimenti specificato.

Lato 1
1. David Watts – 2:32
2. Death of a Clown – 3:04 (Dave Davies, Ray Davies)
3. Two Sisters – 2:01
4. No Return – 2:03
5. Harry Rag – 2:16
6. Tin Soldier Man – 2:49
7. Situation Vacant – 3:16

Lato 2
1. Love Me Till the Sun Shines – 3:16 (Dave Davies)
2. Lazy Old Sun – 2:48
3. Afternoon Tea – 3:27
4. Funny Face – 2:17 (Dave Davies)
5. End of the Season – 2:57
6. Waterloo Sunset – 3:15

### Bonus tracks ristampa CD 1998
1. Act Nice and Gentle – 2:39
2. Autumn Almanac – 3:05
3. Susannah's Still Alive – 2:22 (Dave Davies)
4. Wonderboy – 2:49
5. Polly – 2:51
6. Lincoln County – 3:12 (Dave Davies)
7. There Is No Life without Love – 2:01 (Dave Davies, Ray Davies)
8. Lazy Old Sun (Unreleased Alternate Stereo Take) – 2:53

## Formazione
- Ray Davies – voce solista, chitarra ritmica, armonica a bocca
- Dave Davies – chitarra solista, chitarra a 12 corde, cori, voce solista (nelle tracce 2, 8, 11, 16 & 19)
- Pete Quaife – basso, cori
- Mick Avory – batteria, percussioni
- Nicky Hopkins – tastiere, pianoforte, organo, clavicembalo
- Rasa Davies – cori di sottofondo